# Marokrét
Marokrét avagy Márokrét (korábban Márkócz, szlovénül: Markovci) falu a Muravidéken, Szlovéniában. Közigazgatásilag Salhoz tartozik.

## Fekvése
Muraszombattól 30 km-re északra, a Vendvidéki-dombság (Goričko) területén, a szlovén-magyar határ közelében, a Kerka partján fekszik.

## Története
1403 "Marchouch" néven említik először. 1414-ben "Markolch" 1462-ben és 1466-ban "Markowcz", 1457-ben "Markolcz", 1504-ben "Markowlcz" alakban szerepel a korabeli forrásokban.
1403-ban a hűtlen Nádasdi Tamás, nádasdi Darabos András és János birtokait, köztük Markolcot  a Széchyek kapták Zsigmond királytól. 1414-ben Nádasdi (Elöljárói) Gált és testvéreit  Nádasd, Maczfalva, Németfalu, Almasd és Halogy, valamint Csipencz, Markolcz, Kiczevölgye, Ivanolcz, Endreicz, Alsó-, Közép- és Felső-Petenicz  helységek birtokába iktatták, de részeit 1419-ben Nádasdi Gáspár nádasdi Darabos Jánosnak engedte át. Ezután egészen mások mellett a Nádasdiaké, majd a Batthyányaké. Temploma már a 15. században állt, de 1664-ben leégett, a szentgotthárdi csatában a törökök itt álltak, s csak a harangtorony maradt meg. Plébániáját 1669-ben említik először.
Vályi András szerint "MARKÓCZ. Tót falu Vas Várm. földes Urai több Uraságok, lakosai katolikusok, fekszik T. Keresztúrhoz 1 mértföldnyire, javai vagynak, de földgye sovány."
Fényes Elek szerint " Markócz, vindus falu, Vas vmegyében: 424 kath. lak. F. u. gr. Batthyáni."
Vas vármegye monográfiája szerint "Marokrét, házainak száma 120, lélekszám 583. Lakosai vendek, vallásuk r. kath. Postája Felső-Szölnök, távírója Szt.-Gotthárd. Földesura a gróf Batthány-család volt."
1910-ben  586, túlnyomórészt szlovén lakosa volt. A 19. században még a Tótsági járás része volt, majd a trianoni békeszerződésig Vas vármegye Szentgotthárdi járásához tartozott.  1919-ben rövid ideig a Vendvidéki Köztársaság része volt, majd a Szerb–Horvát–Szlovén Királysághoz csatolták, mely 1929-ben a Jugoszlávia nevet vette fel. 1941-ben újra visszakerült Magyarországhoz, majd 1945 után véglegesen Jugoszlávia része lett. 1991-ben, Szlovénia függetlenségének kikiáltása óta Szlovénia része. 2002-ben a településnek 294 lakója volt.

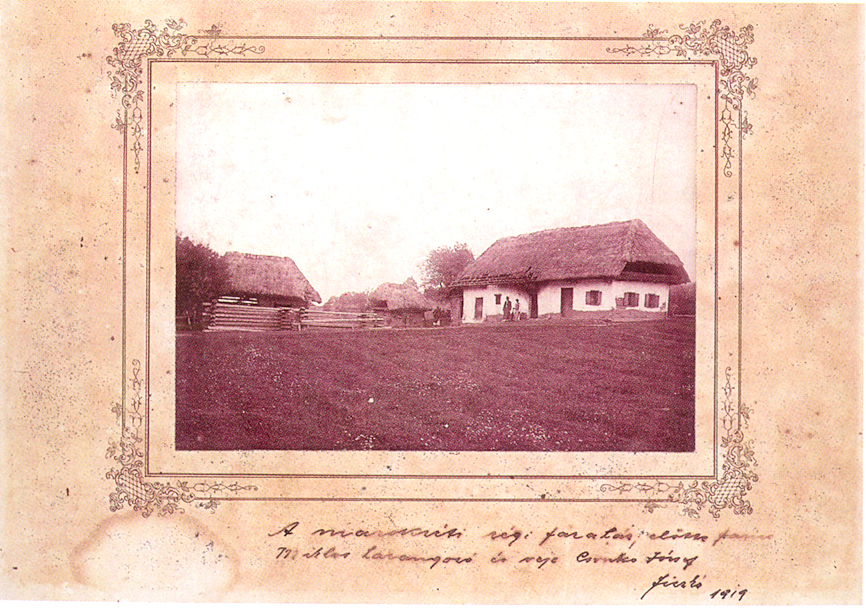
A régi plébániaház 1919-ben Marokréten

## Nevezetességei
A Sarlós Boldogasszony tiszteletére szentelt római katolikus temploma mai formájában 1884-ben épült. Tornya 15. századi, de 1939-ben 4 méterrel megmagasították. A szakrális objektum minősítése a századok során többször változott, volt amikor templomnak, volt amikor kápolnának nevezték. Rengeteg forrásban található említés a csöpinci (kerkafői) templomról, valójában az a marokréti templom. Valójában a kegyhely közvetlenül a két település határán van, tőle alig néhány méterre Kerkafő kezdődik. A községek kiterjedése és határai szintén változtak. A templom a reformáció idején protestáns lett, s források szerint külön lelkipásztora volt. Utóbb a települések katolizáltak és a templom is újra katolikus lett. A 18. században elvesztette egyházközségi jellegét a település és Felsőszölnök filiája lett (csöpinci templom néven természetesen), de már a középkor óta egyházilag Felsőszölnökhöz tartozott Markóc és Csöpinc.